# تالمو (جورجيا)
تالمو (بالإنجليزية: Talmo, Georgia)‏ هي بلدة تقع في مقاطعة جاكسون بولاية جورجيا في الولايات المتحدة. تبلغ مساحتها 4.5 (كم²)، وترتفع عن سطح البحر 279 م، بلغ عدد سكانها 180 نسمة في عام 2010 حسب إحصاء مكتب تعداد الولايات المتحدة وتصل الكثافة السكانية فيها 106 نسمة/كم2.

## وصلات خارجية
- City of Taloma Georgia
- The US50 - Cities and Towns in Georgia State
- Georgia Cities and Towns, Facts, Map, Flag, Colleges, Government, and More